# Marija Lwowna Kalmykowa
Marija Lwowna Kalmykowa (russisch Мария Львовна Калмыкова; * 14. Januar 1978 in Rjasan, Russische SFSR, Sowjetunion) ist eine ehemalige professionelle russische Basketballspielerin.
Bei den Olympischen Spielen 2004 gewann Kalmykowa mit der russischen Mannschaft die Bronzemedaille. 2002 wurde sie bei der Weltmeisterschaft in China Vizeweltmeisterin.
Kalmykowa gewann bei den Europameisterschaften 1999 die Bronzemedaille, 2001 die Silbermedaille und 2003 in Griechenland die Goldmedaille.
2012 wurde sie mit ihrem Verein Sparta&K russische Vizemeisterin.
2013 beendete Kalmykowa ihre sportliche Karriere und arbeitet seitdem als Basketball-Trainerin in Moskau.

## Auszeichnungen
- 2003:  Verdienter Meister des Sports[5][7]
- 2006:  Medaille des Ordens für die Verdienste für das Vaterland II. Klasse[5][8]